# Steinsdalsfossen

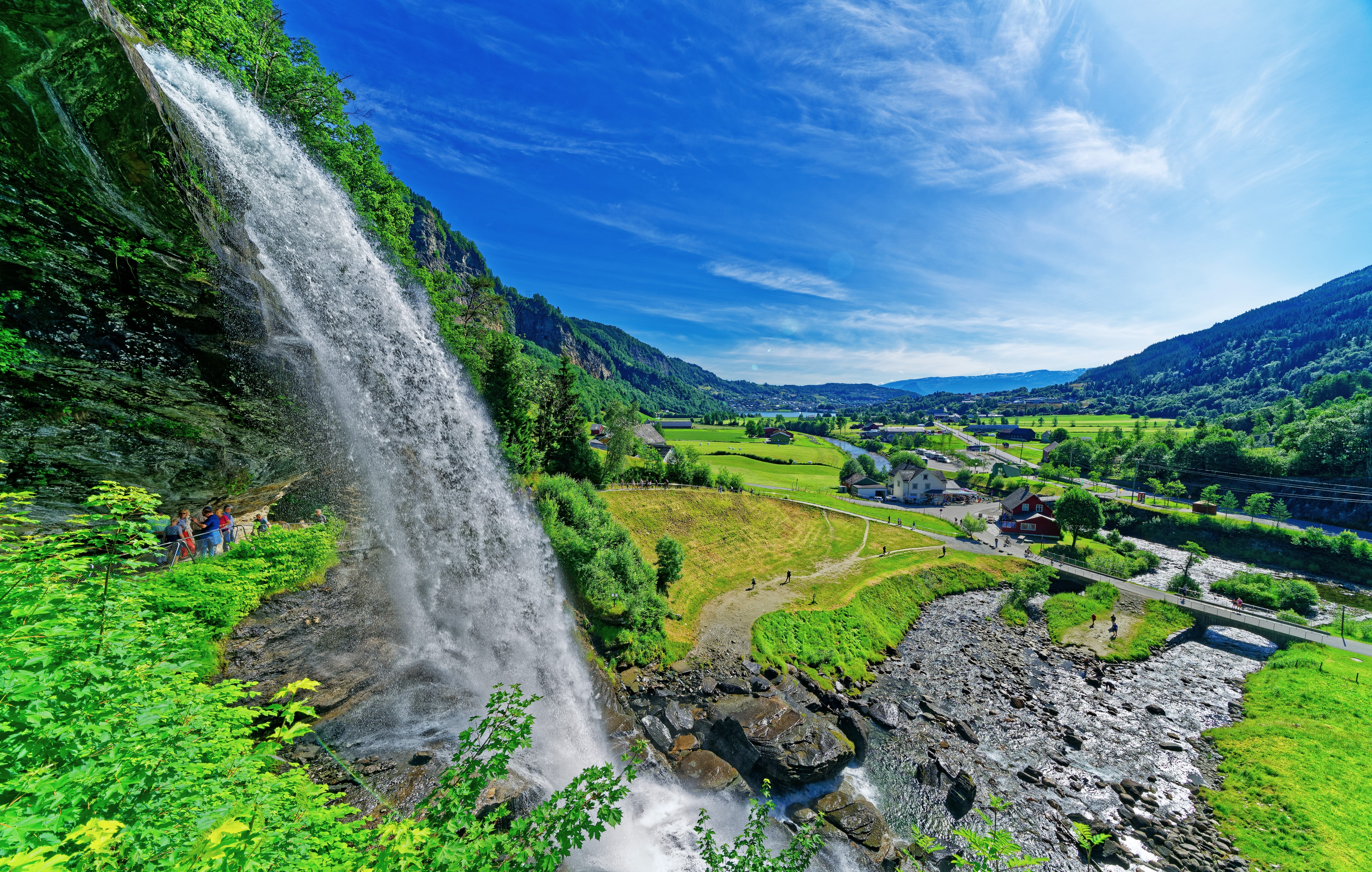
Wasserfall und Flusslandschaft

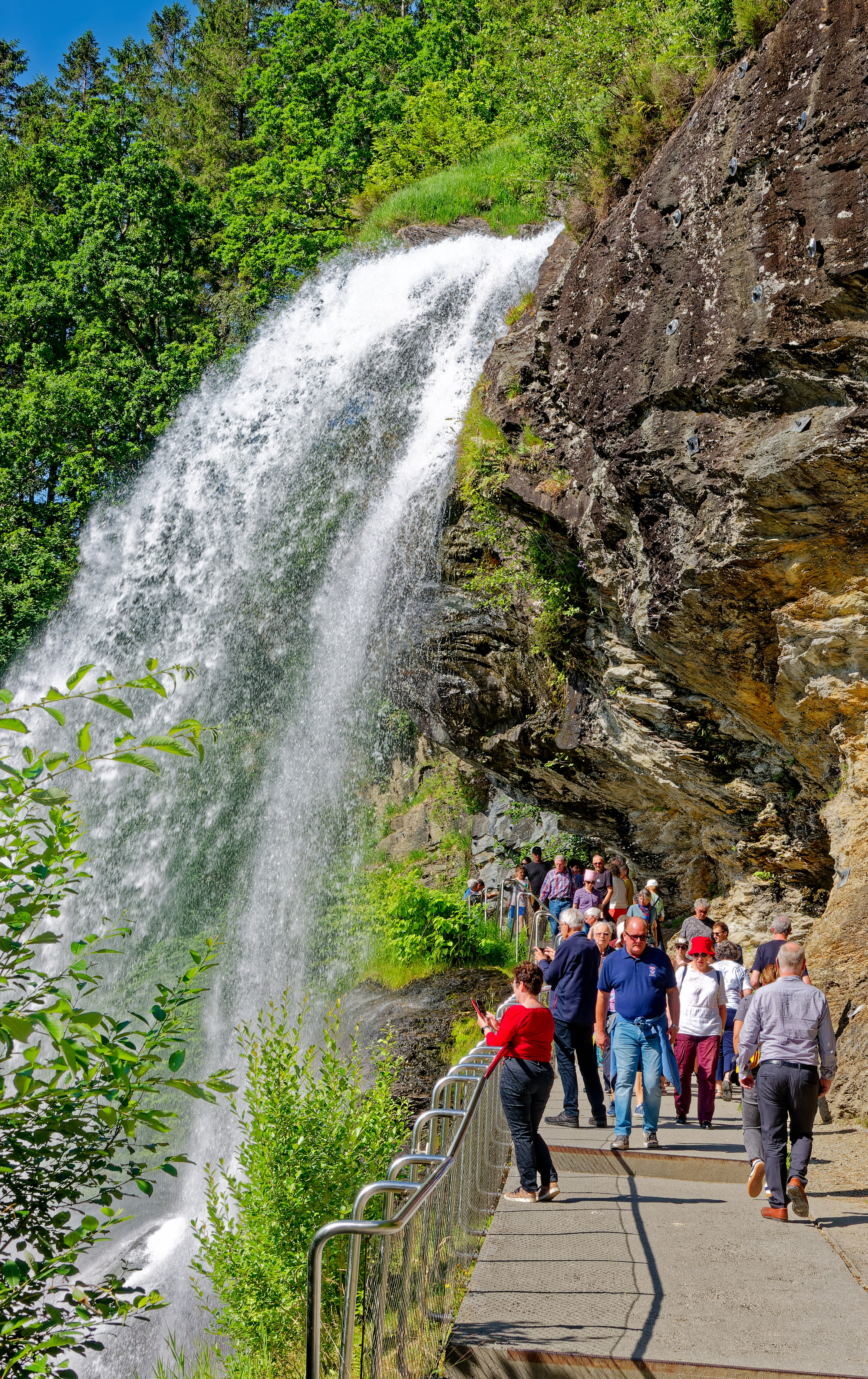
Weg hinter den Wasserfall vor der Renovierung

Steinsdalsfossen (gelegentlich auch Øvsthusfossen) ist ein Wasserfall in der norwegischen Kommune Kvam, ca. 2 Kilometer westlich von Norheimsund. Er gilt als einer der meistbesuchten Wasserfälle Norwegens.
Der Steinsdalsfossen ist Teil des Flusses Fosselva, der aus dem See Myklavatn auf 814 Metern über dem Meeresspiegel entspringt und kurz nach dem Wasserfall in den Fluss Steinsdalselva mündet. Er entstand, als der Fluss sich 1699 einen neuen Lauf suchte und hat eine Höhe von ca. 50 m. Ein Weg führt hinter den Wasserfall, so dass Besucher zwischen Felswand und Wasser gelangen können.
Auf der Expo 2000 in Hannover war ein 15 m hohes Modell des Steinsdalsfossen Teil der norwegischen Ausstellung. Zum Wasserfall führt von Süden her die Steinsdals-Brücke, die den Steinsdalselva überbrückt.